# Naine rouge
Pour les articles homonymes, voir Naine rouge (homonymie).
Cet article concerne les petites étoiles de la séquence principale. Pour le stade de l'évolution des naines blanches, voir Naine rouge (stade de naine blanche).

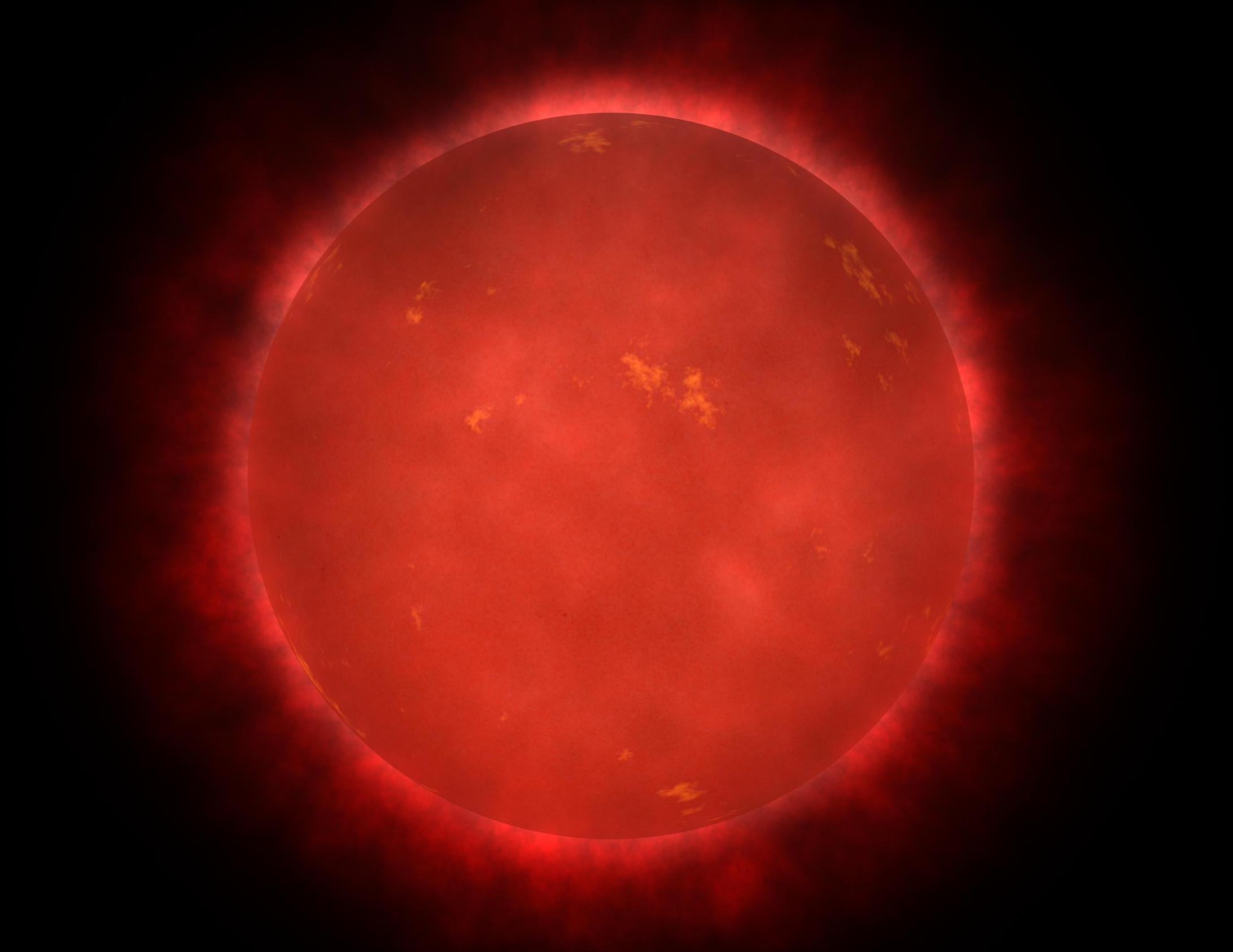
Représentation d'une naine rouge.

En astronomie, une étoile rouge de la séquence principale, appelée communément naine rouge, est une étoile de type spectral M V, c'est-à-dire une étoile appartenant à la séquence principale (classe de luminosité V) de type spectral M (étoile rouge). Les étoiles K dites tardives (naines orange les plus froides) sont parfois incluses parmi les naines rouges.
Ces étoiles sont peu massives et leur température de surface peu élevée. Ayant une masse comprise entre 0,075 et 0,6 masse solaire (M☉) et une température inférieure à 4 000 K en surface, ce sont des étoiles peu lumineuses, les plus grosses d'entre elles émettant de l'ordre de 10 % de la luminosité solaire. En dessous de 0,08 M☉, on a affaire à un objet substellaire, à une naine brune ou à une planète géante gazeuse. La limite entre étoile naine rouge et naine brune de type spectral M est généralement au niveau du type M 6.5.
Les naines rouges seraient de loin les étoiles les plus nombreuses de l'Univers. Les modèles stellaires actuels les décrivent comme entièrement convectives, c'est-à-dire que l'hydrogène est constamment brassé par convection dans l'ensemble de l'étoile de sorte que l'hélium issu de la réaction proton-proton au cœur de l'astre ne peut s'y accumuler. Les naines rouges pourraient ainsi briller de façon relativement constante pendant des centaines ou milliers de milliards d'années, des durées de vie de l'ordre de cent ou mille fois l'âge actuel de l'Univers : les naines rouges actuelles n'en sont qu'au début de leur existence.

## Découverte
Les premières naines rouges ont été découvertes au XXe siècle, respectivement en 1915 pour Proxima du Centaure et en 1916 pour l'étoile de Barnard par l'astronome américain Edward Emerson Barnard.

## Caractéristiques

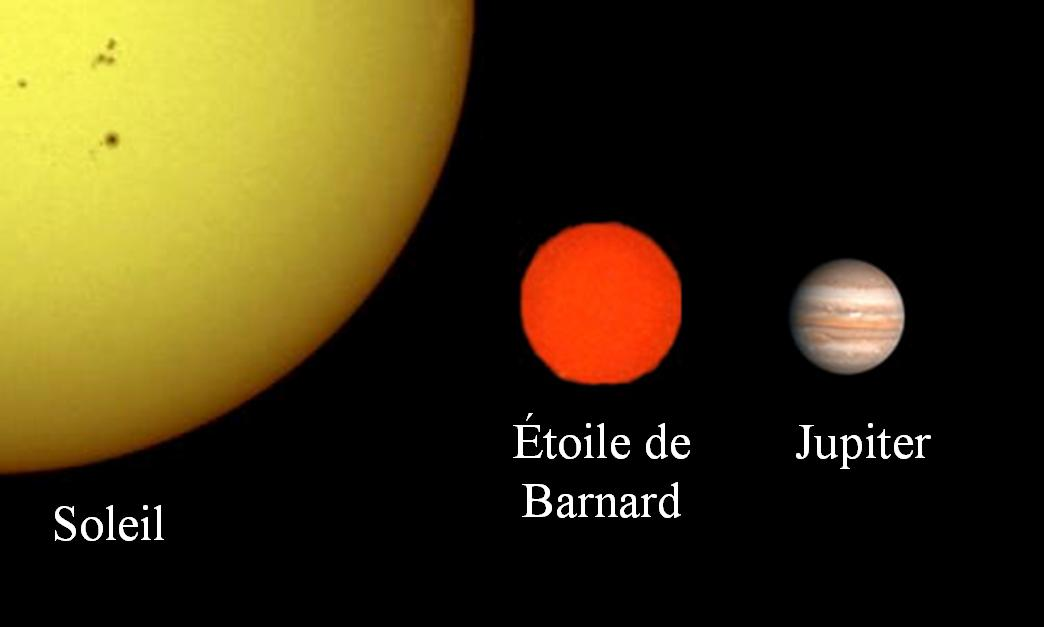
L'étoile de Barnard comparée au Soleil et à Jupiter.

### Masse et rayonnement
Elles sont de type spectral « K » ou « M ». Elles ont une masse comprise entre 8 et 40 % celle du Soleil (voire 60 % au maximum) et une température de surface inférieure à 3 500 K. Leur luminosité peut être très variable, mais elle est grandement inférieure à celle du Soleil : de moins de 0,001 % de celle du Soleil, jusqu'à 3 ou 4 % au maximum pour les plus volumineuses. Ce sont des étoiles entrées dans la séquence principale, très peu massives, voire à la limite entre un objet substellaire (naine brune) et une étoile. En raison de leur faible masse, leur température centrale n'est pas très élevée. 
Un autre type d'étoiles pourrait aussi être appelé naines rouges : des cadavres stellaires d'étoiles peu massives, des naines blanches dont la lumière a décru au fil des milliards d'années. Il semblerait que les naines blanches ne se soient pas refroidies suffisamment pour rayonner dans le rouge, et ainsi devenir des naines rouges ni a fortiori des naines noires.

### Cycle de vie
Elle ne permet que des réactions de fusion nucléaire du type chaîne proton-proton et la conversion de l'hydrogène en hélium s'y effectue à un rythme très lent. Par conséquent, leurs réserves en hydrogène s'épuisent lentement. Ces étoiles possèdent donc une durée de vie bien plus longue que le Soleil, estimée entre quelques dizaines et des milliers de milliards d'années. Plus la masse d'une naine rouge est faible, plus sa durée de vie est longue,,.
L'énergie produite au centre des naines rouges est transportée vers la surface uniquement par convection en raison de l'opacité de leur milieu intérieur. À la différence du Soleil et d'autres étoiles plus massives, l'hélium ne s'accumule donc pas au centre de l'étoile, mais circule à l'intérieur de celle-ci. Elles peuvent donc consommer une plus grande proportion d'hydrogène.
À cause de leur faible température (du fait également de leur petite masse), les naines rouges n'arrivent jamais au stade où les autres étoiles commencent la fusion de l'hélium et ne deviennent donc jamais des géantes rouges. Elles se contractent et s'échauffent lentement jusqu'à ce que tout leur hydrogène soit consommé. Dans tous les cas, il ne s'est pas encore passé suffisamment de temps depuis le Big Bang pour que quiconque ait pu observer la séquence terminale d'une naine rouge.
Un mystère encore non résolu à ce jour est l'absence de naines rouges dépourvues de métaux (en astronomie un métal est un élément plus lourd que l'hydrogène et l'hélium). En effet la théorie du Big Bang prédit que les étoiles de la première génération ne devraient contenir en leur sein que de l'hydrogène, de l'hélium ainsi que du lithium à l'état de trace. Si cette première génération d'étoiles comportait des naines rouges, on devrait en observer aujourd'hui, mais ce n'est pas le cas. L'explication privilégiée actuellement est que seules des étoiles très massives et appartenant à la population III ont pu se former en l'absence d'éléments lourds dans l'univers. Ces étoiles, d'une durée de vie très brève, ont relâché dans le milieu interstellaire des éléments lourds qui ont permis par la suite la formation de naines rouges.

### Présence dans la Voie lactée
Les naines rouges sont probablement les étoiles les plus nombreuses de l'Univers.
Proxima du Centaure, la deuxième étoile la plus proche de nous, ou l'étoile de Barnard (2e système à moins de 6 années-lumière, solitaire comme le Soleil) sont des naines rouges, de même que vingt autres parmi les trente étoiles les plus proches, comme l'étoile Wolf 359 par exemple, ou encore la composante principale de WISE 0720-0846 (dite l'étoile de Scholz) découvert en 2013. 
Elles représenteraient 80 à 85 % des étoiles de notre galaxie,, ce qui correspondrait environ à « 160 milliards sur les 200 milliards d'étoiles dans la Voie lactée ».

#### Exemple
- Gliese 581

#### Autres types
- Naine orange
- Naine jaune